# Vrchy
Vrchy (auparavant : Valtéřovice ; en allemand : Waltersdorf) est une commune du district de Nový Jičín, dans la région de Moravie-Silésie, en République tchèque. Sa population s'élevait à 220 habitants en 2021.

## Géographie
Vrchy se trouve à 5 km au nord-ouest de Fulnek, à 21 km au nord de Nový Jičín, à 30 km au sud-ouest d'Ostrava et à 249 km à l'est-sud-est de Prague.
La commune est limitée par Březová au nord, et par Fulnek à l'est, au sud et à l'ouest.

## Histoire
La première mention écrite de la localité date de 1437.

## Transports
Par la route, Vrchy se trouve à 12 km de Vítkov, à 22 km de Nový Jičín, à 45 km d'Ostrava et à 332 km de Prague.